# حافلة مدرعة
الحافلة المدرعة (بالإنجليزية:armored bus) ، الحافلة المدرعة هي عبارة عن المركبة التي تنقل أشخاصا أو مجندين لتنقل من مكان لآخر ، سواءً كان نقلهم من مدينة إلى مدينة أخرى ، أو من مكان إلى قاعدة عسكرية أو المطار العسكري ، أو يستخدم لأغراض أخرى.

## أبرز الأحداث
- قيام اليهود بالحصول على الحافلة المدرعة لنقلهم من مستوطنة إلى مستوطنة أخرى لحمايتهم من هجمات المقاومة الفلسطينية ، قبل إنشاء اليهود دولتهم سنة 1948.
- استخدمت الحافلة خلال فترة الحرب العالمية الأولى والحرب العالمية الثانية ، لحمايتهم من الهجمات التي ينفذها الجيوش المعادية.

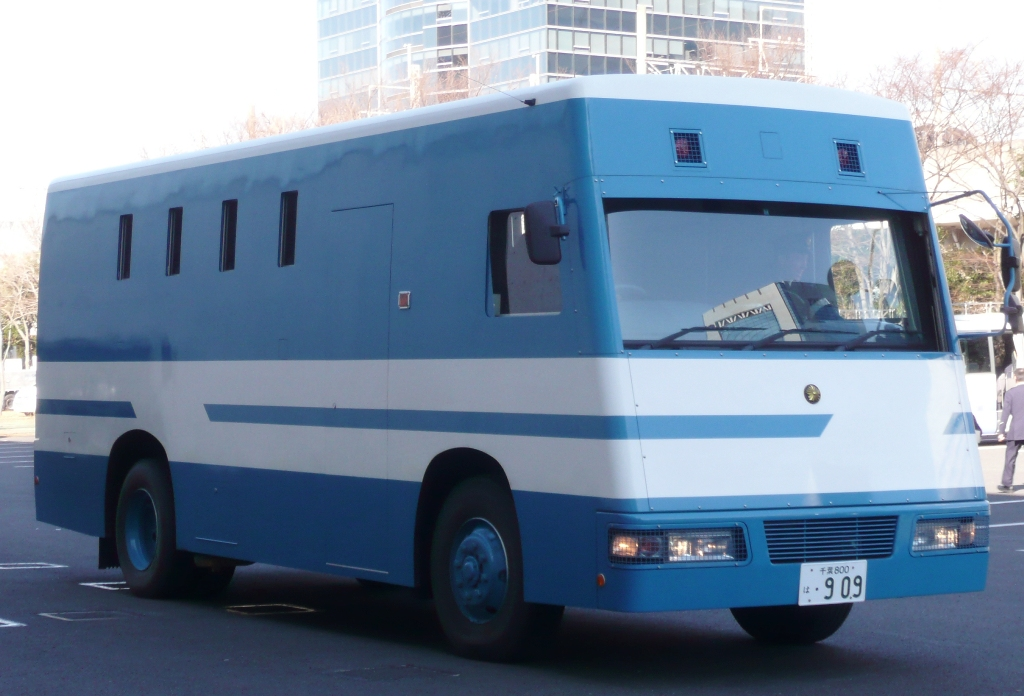
حافلة مدرعة يملكها الشرطة لنقل السجناء

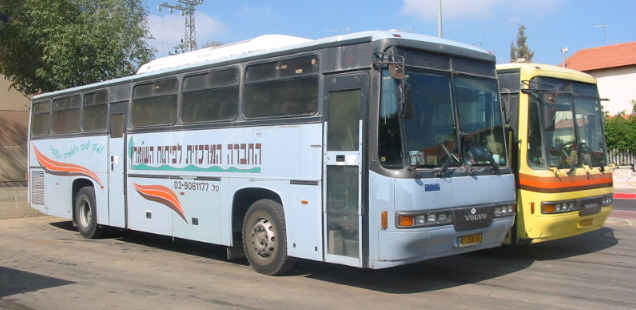
حافلة المدرسة اليهودية في فلسطين المحتلة

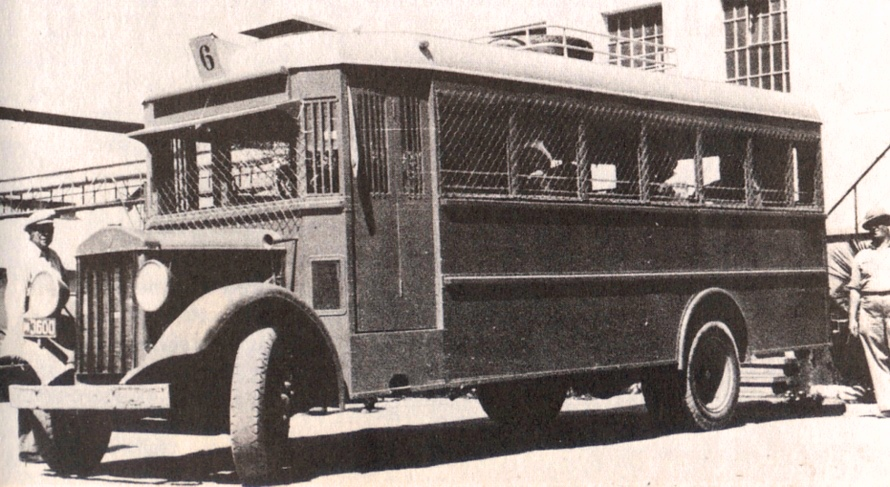
استخدام اليهود الحافلة مابين عامي 1936-1939

## وصلات خارجية
- تقرير صحيفة هارتيز الإسرائيلية حول الحافلة المدرعة